# 青岛市人民政府
青岛市人民政府是中华人民共和国副省级城市青岛市的副省级地方国家行政机关，青岛市人民代表大会的执行机关和市级国家行政机关，属于山东省人民政府领导，办公地点位于青岛市市南区香港中路11号。
青岛市人民政府成立于1949年6月，1956年4月改组为青岛市人民委员会。文化大革命期间，成立青岛市革命委员会。1980年7月，复设青岛市人民政府。1994年，為了促進青島東部開發，青島市人民政府從胶澳总督府旧址搬遷至香港中路。

## 机构设置
2019年，中共青岛市委、青岛市人民政府发布了《关于青岛市人民政府机构改革的意见》，对青岛市人民政府组成机构进行了精简和重组。目前，青岛市人民政府目前共有46个组成部门和直属机构，其中政府工作部门共36个、政府派出机构10个、政府直属事业单位10个。

### 工作部门
青岛市人民政府现有36个工作部门。
- 青岛市人民政府办公厅[註⁠ 1][參⁠ 3]
- 青岛市发展和改革委员会[註⁠ 2][參⁠ 4]
- 青岛市教育局[註⁠ 3][參⁠ 5]
- 青岛市科学技术局[註⁠ 4][參⁠ 6]
- 青岛市工业和信息化局[參⁠ 7]
- 青岛市公安局[參⁠ 8]
- 青岛市民政局[參⁠ 9]
- 青岛市司法局[參⁠ 10]
- 青岛市财政局[參⁠ 11]
- 青岛市人力资源和社会保障局[參⁠ 12]
- 青岛市自然资源和规划局[參⁠ 13]
- 青岛市生态环境局[參⁠ 14]
- 青岛市住房和城乡建设局[參⁠ 15]
- 青岛市城市管理局[註⁠ 5][參⁠ 16]
- 青岛市交通运输局[參⁠ 17]
- 青岛市水务管理局[參⁠ 18]
- 青岛市农业农村局[註⁠ 6][參⁠ 19]
- 青岛市海洋发展局[參⁠ 20]
- 青岛市园林和林业局[參⁠ 21]
- 青岛市商务局[參⁠ 22]
- 青岛市文化和旅游局[註⁠ 7][參⁠ 23]
- 青岛市卫生健康委员会[註⁠ 8][參⁠ 24]
- 青岛市退役军人事务局[參⁠ 25]
- 青岛市应急管理局[參⁠ 26]
- 青岛市审计局[參⁠ 27]
- 青岛市人民政府国有资产监督管理委员会[參⁠ 28]
- 青岛市市场监督管理局[註⁠ 9][參⁠ 29]
- 青岛市体育局[參⁠ 30]
- 青岛市统计局[參⁠ 31]
- 青岛市医疗保障局[參⁠ 32]
- 青岛市国防动员办公室[註⁠ 10][參⁠ 33]
- 青岛市人民政府研究室[參⁠ 34]
- 青岛市信访局[參⁠ 35]
- 青岛市大数据发展管理局[註⁠ 11][參⁠ 36]
- 青岛市行政审批服务局[註⁠ 12][參⁠ 37]
- 青岛市民营经济发展局[註⁠ 13][參⁠ 38]

### 派出机构
青岛市人民政府现设有政府派出机构10个。
- 青岛西海岸新区管理委员会[註⁠ 14][參⁠ 39]
- 青岛经济技术开发区管理委员会[參⁠ 40]
- 青岛董家口经济区管理委员会[註⁠ 15][參⁠ 41]
- 中国（山东）自由贸易试验区青岛片区管理委员会[註⁠ 16][參⁠ 42]
- 青岛高新技术产业开发区管理委员会[參⁠ 43]
- 青岛中德生态园管理委员会[參⁠ 44]
- 青岛金家岭金融聚集区管理委员会[註⁠ 17][參⁠ 45]
- 青岛轨道交通产业示范区管理委员会[註⁠ 18][參⁠ 46]
- 中国-上海合作组织地方经贸合作示范区[註⁠ 19][參⁠ 47]
- 青岛胶东临空经济示范区管理委员会